# Nagyvarsány, Szabolcs-Szatmár-Bereg
Nagyvarsány  este un sat în districtul Vásárosnamény, județul Szabolcs-Szatmár-Bereg, Ungaria, având o populație de 1.542 de locuitori (2011). 

## Demografie
Componența etnică a satului Nagyvarsány
     Maghiari (98,59%)
     Necunoscut (0,39%)
     Alții (1,02%)
Componența confesională a satului Nagyvarsány
     Reformați (53,31%)
     Romano-catolici (9,92%)
     Greco-catolici (3,5%)
     Fără religie (2,2%)
     Necunoscută (30,74%)
     Atei (0,32%)
     Alte religii (6,03%)
Conform recensământului din 2011, satul Nagyvarsány avea 1.542 de locuitori. Din punct de vedere etnic, majoritatea locuitorilor (98,59%) erau maghiari. Apartenența etnică nu este cunoscută în cazul a 0,39% din locuitori.  Din punct de vedere confesional, majoritatea locuitorilor (53,31%) erau reformați, existând și minorități de romano-catolici (9,92%), greco-catolici (3,5%) și persoane fără religie (2,2%). Pentru 30,74% din locuitori nu este cunoscută apartenența confesională.